# La Disperata
Pour les articles homonymes, voir Disperata.

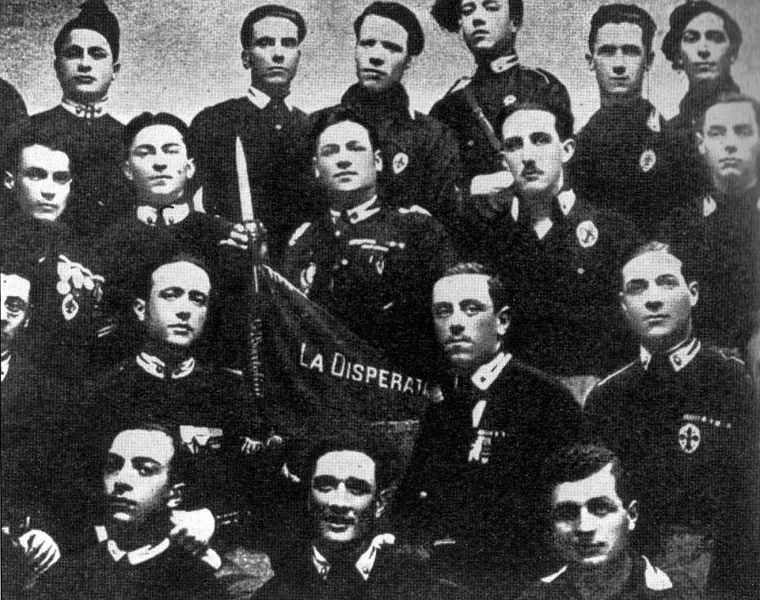
L'escadron d'action La Disperata de Florence.

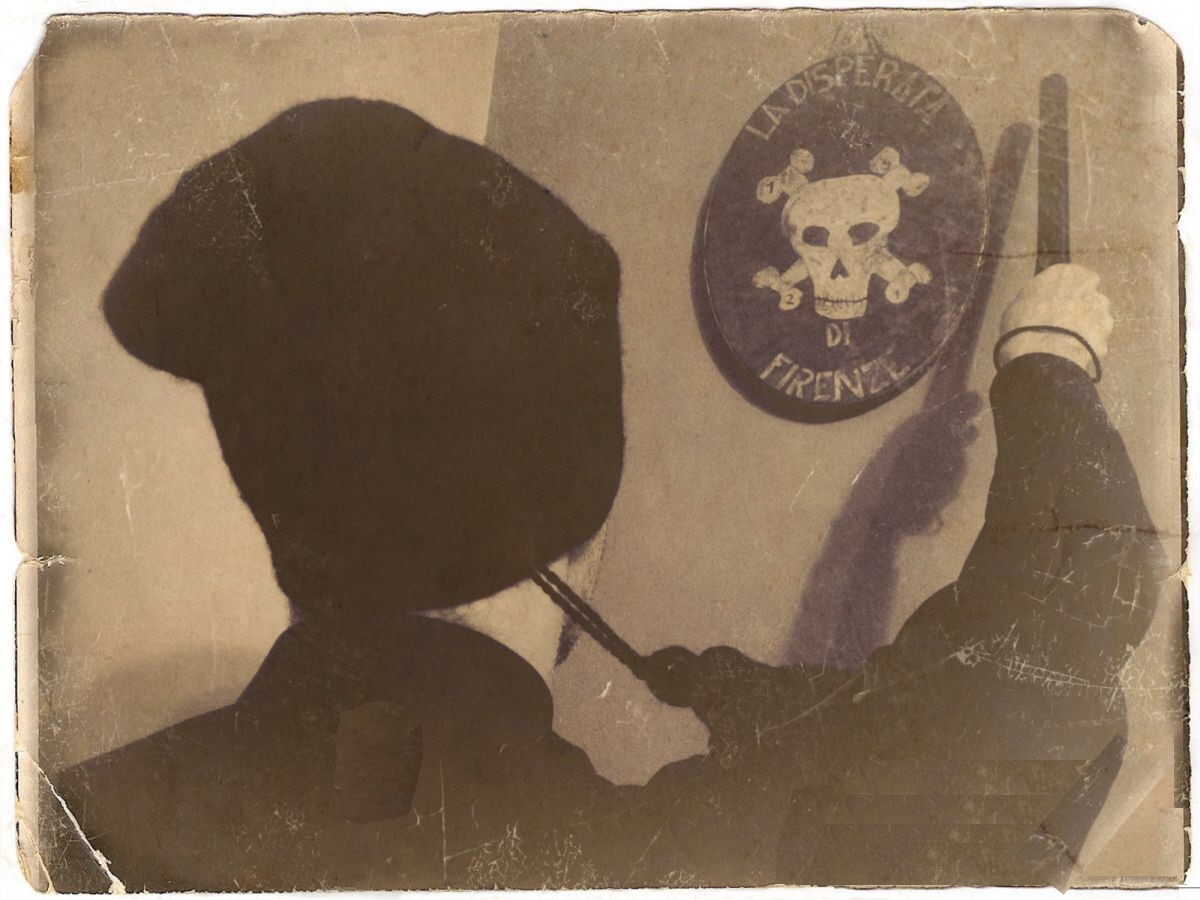
Photo d'époque d'un jeune de La Disperata de Florence.

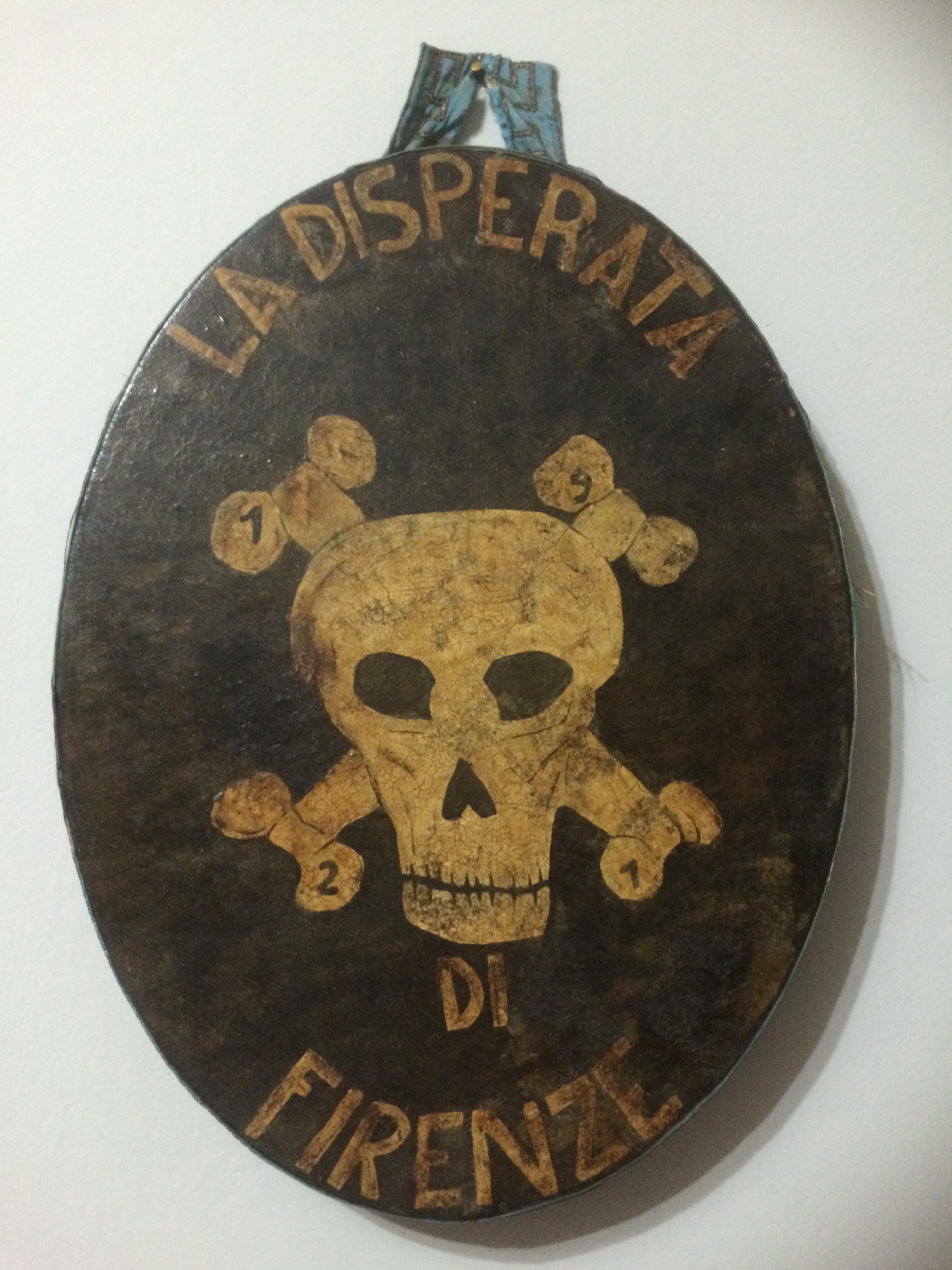
Insigne sur toile de la photo précédente de 1921, collection privée.

La Disperata était le surnom du garde du corps de Gabriele D'Annunzio. Ce nom a ensuite été repris par des escadrons d'action et des formations militaires fascistes entre 1921 et 1945.

## Histoire

### À Fiume
L'origine de ce nom remonte à l'expédition de Fiume. Lors de celle-ci, Guido Keller crée un corps d'armée en enrôlant des volontaires accourus vers Fiume depuis l'Italie, les faisant marcher torse nu en chantant dans les rues de la ville. L'écrivain Gabriele D'Annunzio prend le contrôle de la ville, avec pour ambition de l'intégrer au royaume d'Italie, en créant l'éphémère régence italienne du Carnaro.
C'est lors de cet épisode que le garde du corps de Gabriele D'Annunzio prend le surnom de « La Disperata » (« Le [garde du corps] Désespéré »), devenant célèbre parmi les fascistes et les arditi pour son absence de scrupules et en liaison avec le charisme de ses chefs.

### Escadrons d'action
Le 14 mars 1921, à Florence, nait la première squadra d'azione baptisée ainsi, composée de 21 hommes :
« On a ainsi lancé un petit escadron à la tête duquel on a mis un lieutenant des arditi, naturellement décoré pour sa bravoure, composé de quatre officiers anciens combattants, de deux sergents des arditi, de deux habitants de Fiume, de trois étudiants, d'un employé et d'un voyageur de commerce, également étudiant à ses moments perdus. Nous avons aussi pensé à son nom, et après beaucoup de palabres, on a choisi La Disperata, en l'honneur du garde du corps de D'Annunzio. Et l’ensemble de l’escadron avec ses membres et son nom tellement bancal, a tellement plu qu'après quelques jours nous avons été submergés de postulants et nous avons dû choisir un par un les candidats aux expéditions parmi les autres têtes brûlées. »
Le nom a ensuite été repris par des formations d'autres villes, parmi lesquelles Bari, Brescia, Caltanissetta, Cosenza, Gorizia, Livourne, Modène, Padoue, Parme, Portici, Turin, Trévise et Venise. Foligno et Pérouse ont adopté la variation La Disperatissima.

### Escadrilles d'aviation

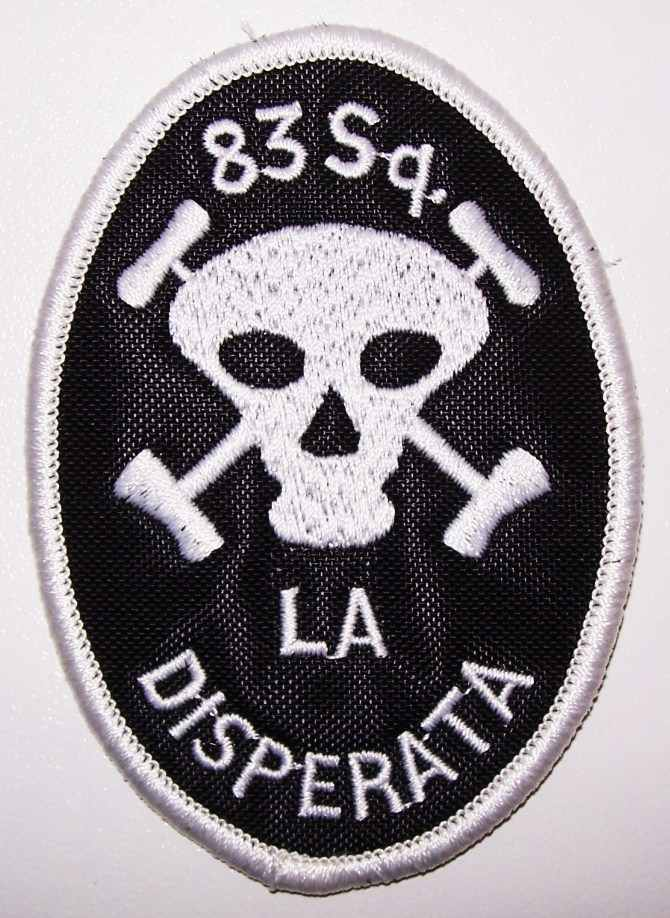
Écusson militaire de la 83e escadrille de chasse La Disperata.

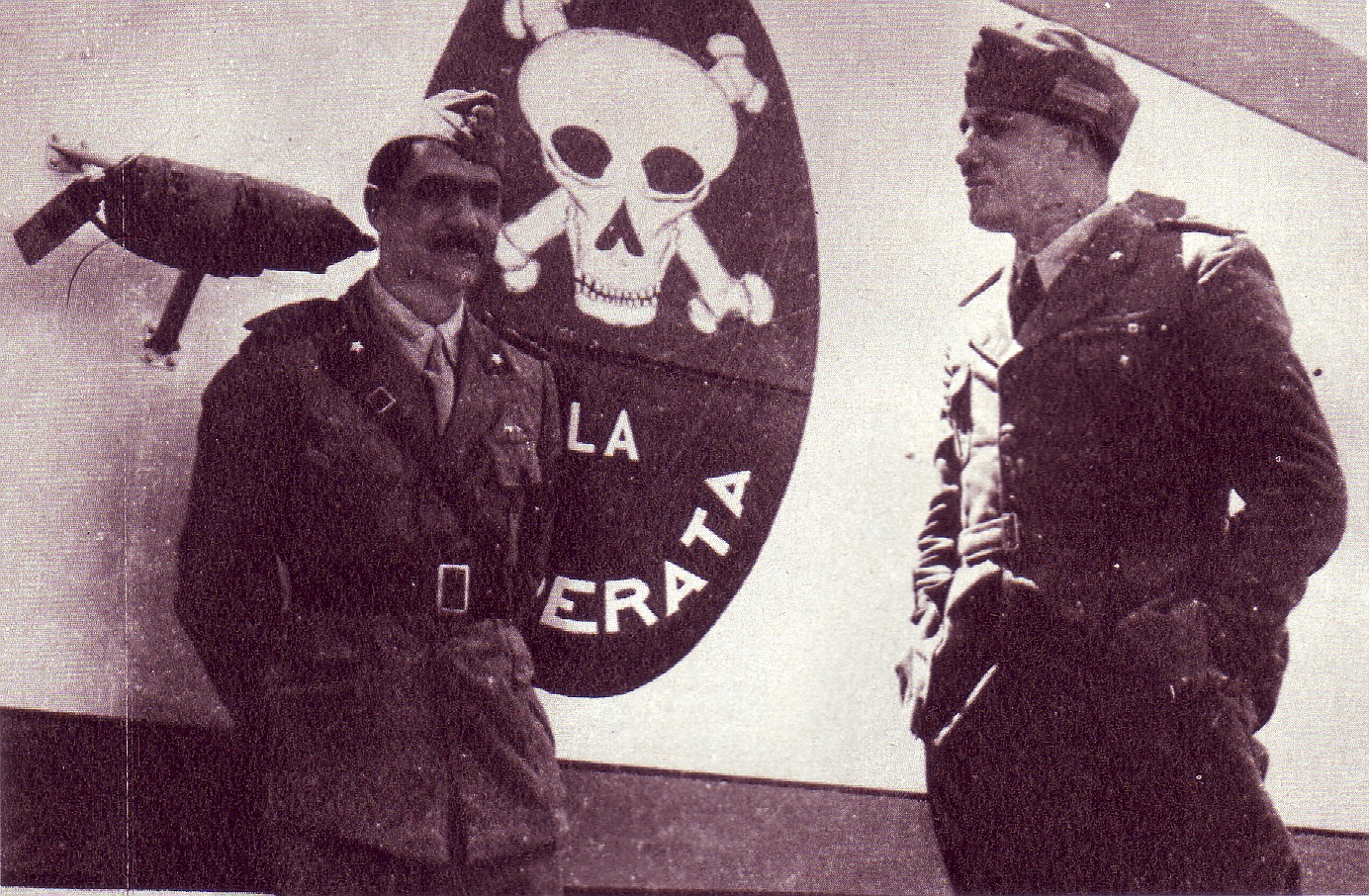
Alessandro Pavolini à la 15e escadrille de bombardiers La Disperata, 1935.

La Disperata a également été le surnom de la 83e escadrille de chasse (it) de l'Aeronautica Militare et de la 15e escadrille de bombardement Caproni (it) de la Regia Aeronautica. Cette dernière a participé à la guerre d'Éthiopie en 1935-1936) sous le commandement de Galeazzo Ciano.